# Rowlandius monticola
Rowlandius monticola är en spindeldjursart som beskrevs av Armas 2002. Rowlandius monticola ingår i släktet Rowlandius och familjen Hubbardiidae. Inga underarter finns listade i Catalogue of Life.